# تسريب تحت الجلد
الحقن تحت الجلد (بالإنجليزية: Hypodermoclysis)‏ أو التسريب الخلالي (بالإنجليزية: interstitial infusion)‏ أو التسريب تحت الجلد (بالإنجليزية: subcutaneous infusion)‏ هو إعطاء سوائل للجسم تحت الجلد. غالبا ما تكون السوائل على شكل محلول ملحي أو محلول سكر.
يمكن استخدام التسريب تحت الجلد عندما تكون الحاجة لإعطاء بطيء للسوائل مقارنة بالتسريب الوريدي. عادة ما تعطى السوائل بمعدل 1 مل في الدقيقة، ويمكن زيادة معدل الإعطاء باستخدام أكثر من موقع إعطاء في الوقت ذاته.
الميزة الرئيسية للتسريب عن طريق الجلد أنها غير مكلفة ويمكن أن يقوم بها شخص ليس له علاقة بالمجال الطبي، وتحتاج الحد الأدني من المراقبة، لذلك في ملائمة للعناية في المنزل.
يمكن أن يحسن هيالورونيداز الامتصاص في حالة التسريب عن طريق الوريد.